# Histoire des Juifs en Afrique du Sud
L'histoire des Juifs en Afrique du Sud commence au début du XIXe siècle, avec la proclamation de l’égalité religieuse sur le territoire actuel de l'Afrique du Sud.
En termes de relations diplomatiques et militaires entre l'Afrique du Sud et Israël, les Juifs d'Afrique du Sud jouent un rôle important.

## Histoire

### Exploration portugaise
Des juifs portugais, astronomes, cartographes et autres scientifiques, contribuent à la découverte de Vasco de Gama du Cap de Bonne-Espérance, sans doute dès 1497.[réf. nécessaire]

### Colonie néerlandaise
En 1652, Jan van Riebeeck, au nom de la Compagnie néerlandaise des Indes orientales, installe un modeste comptoir commercial, composé de 90 pionniers. La Compagnie exige que l'ensemble de ses employés et des colons qu'elle administre soient de religion protestante. Aucune personne ouvertement de religion juive ne peut donc avoir été recrutée et tolérée. Le comptoir se développe et devient en 1691 la première colonie européenne permanente d'Afrique du Sud (colonie du Cap).
Le 25 juillet 1804, le commissaire général hollandais Jacob Abraham de Mist émet une proclamation garantissant l'égalité religieuse dans la colonie. Toutes les dispositions précédentes sont annulées durant l'occupation anglaise de 1806, et rétablies en 1820. Une population ouvertement juive a pu exister officiellement entre 1806 et 1820.

### De 1820 à 1890
À partir de 1820, des Juifs arrivent en nombre significatif. En septembre 1841, au Cap, la première synagogue d'Afrique du Sud, connue sous le nom de Gardens Shul, est fondée. Le premier service a lieu la veille de Yom Kippour (jour des expiations) dans la maison de Benjamin Norden (colon et homme d'affaires de 1820), située au coin des rues Weltevreden et Hof.
Dès le début, les Juifs jouent aussi un rôle politique, notamment dans la colonie du Cap. Le capitaine Joshua Norden est abattu à la tête de ses Burghers à cheval lors de la guerre Xhosa de 1846. Le lieutenant Elias de Pass combat dans la guerre Xhosa de 1849. Julius Mosenthal (1818–1880), frère du poète Salomon Mosenthal de Vienne, est membre du Parlement du Cap dans les années 1850. Simeon Jacobs, CMG (1832–1883) est juge à la Cour Suprême du Cap de Bonne-Espérance et procureur général par intérim de la colonie du Cap. En 1872, il présente et adopte le projet de loi volontaire (abolition des aides d’État à l’Église anglicane). Saul Salomon (1817-1892), chef du Parti Libéral de la colonie du Cap, surnommé "Cap Disraeli", s'était battu pour ce projet. Invité dans le premier gouvernement responsable, formé par Sir John Molteno, il refuse à plusieurs reprises le poste de premier ministre. Comme Disraeli, il quitta très tôt les rangs du judaïsme.
La ruée vers l'or dans les régions nord du Cap et au Transvaal commence après 1886, attirant de nombreux Juifs. La population juive passe alors de 4000 (1880) à 40 000 (1914). De nombreux Juifs venaient de Lituanie : les Juifs étaient parfois désignés comme colons lituaniens. Johannesburg était aussi parfois appelée "Jewburg".
Les Juifs sont cependant confrontés à un certain antisémitisme, notamment dans les républiques boers comme celle de la république sud-africaine du Transvaal où le calvinisme est religion d'État. Au Transvaal, bien que la liberté de culte soit accordée à tous les résidents en 1870, le Grondwet révisé de 1894 exclue encore les Juifs et les catholiques des postes militaires, des postes de président, de secrétaire d'État ou de magistrat, de la représentation au Volksraad ("parlement" ), et des surintendances des indigènes et des mines. Ces postes sont encore réservés aux personnes de plus de 30 ans possédant des biens permanents et ayant une longue histoire de colonisation. De nombreux résidents des républiques boers, du moment qu'ils ne sont pas issus des communautés des voortrekkers, des Boers, de la communauté afrikaans du Cap et plus largement de la communauté de langue néerlandophone, ont un accès limité aux postes dans les échelons supérieurs du gouvernement.
Jusqu'à la guerre des Boers (1899–1902), les Juifs restent ainsi souvent considérés comme des uitlanders («étrangers») et exclus du courant dominant de la vie sud-africaine. Néanmoins, le quotidien Pretoria News est fondé en 1898 par Leo Weinthal, un journaliste juif natif de Graaf Reinet d'origine germanique et proche du président Paul Kruger tandis que l'industriel Sammy Marks (1844-1920), juif d'origine lituanienne, un autre proche du président boer, finance l'édification d'une statue de Paul Kruger) à Pretoria ainsi que la construction d'une grande synagogue dans la capitale boer (1898).
Un petit nombre de Juifs s'identifie néanmoins avec la population rurale de langue afrikaans blanche; ces personnes sont devenues connues sous le nom de Boerejode (Juifs Boers). Un projet de loi en faveur des mariages mixtes fut accepté.

### Seconde guerre anglo-boer: 1899-1902
Pendant la seconde guerre des Boers, environ 300 Juifs sont servent parmi les Boers. Ils étaient connus sous le nom de Boerjode. Ceux qui avaient des droits de citoyenneté étaient enrôlés avec d'autres bourgeois («citoyens»), mais l'armée comptait aussi des volontaires. Les Juifs combattirent sous le drapeau quadricolore des Boers (le Vierkleur) dans de nombreuses batailles et engagements majeurs et pendant la phase de guérilla de la guerre. Une douzaine sont connus pour y être morts. Environ 80 sont capturés et détenus dans des camps de concentration britanniques en Afrique du Sud. Certains sont envoyés aussi loin qu'à Sainte-Hélène, aux Bermudes et à Ceylan où ils avaient été exilés par les Britanniques. Parmi les Bittereinders ("Bitter Enders"), qui combattirent longtemps après que la cause des Boers est clairement perdue, se trouvent des Juifs[réf. incomplète].

### De l'Union à la Seconde Guerre mondiale
Depuis l'île de Rhodes, deux vagues d'immigration juive en Afrique se déroulent : une en 1900, l'autre en 1960. Cette immigration fait partie d’une forte émigration juive, qui fait passer la communauté juive d’Afrique du Sud de 4000 personnes en 1880 à 40 000 en 1914. 90 % des nouveaux arrivants sont originaires de Lituanie, d’où leur surnom de Litvaks.
Avec la création de l'Union sud-africaine, les Juifs jouissent des mêmes droits que les autres citoyens blancs  dans les quatre provinces sud-africaines.
En 1930, alors que l'Afrique du Sud connait une augmentation du nombre d'immigrés européens de confession juive, le ministre de l'intérieur, Daniel François Malan, fait adopter par le parlement un projet de loi (la loi sur les quotas) restreignant l'immigration en provenance d'Europe du Sud et de l'Est, visant indirectement les juifs même s'ils n'étaient pas spécifiquement mentionnés,. Pour Malan et ses partisans, ce soudain afflux d'immigrés juifs d'Europe orientale était suscité par les milieux juifs du capitalisme minier au détriment des travailleurs pauvres afrikaners.
Dans les années 1930, le nazisme trouve un écho attentif chez certains ultranationalistes sud-africains sensibles au fait que l'Allemagne, puissance rivale de l'Angleterre, a toujours été un soutien des Boers durant les conflits entre les Républiques boers et le Royaume-Uni. Durant la Première Guerre mondiale, de nombreux Afrikaners du Transvaal, pleins de ressentiment envers la Grande-Bretagne, s'étaient ainsi opposés à l'invasion du territoire allemand du Sud-Ouest africain par le gouvernement de l'Union agissant au nom de la Grande-Bretagne (rébellion Maritz). Pour ces ultras, minoritaires mais bruyants, Hitler est un allié et un espoir qui permettrait de vaincre le Royaume-Uni et de restaurer les républiques boers. Ce lien, voire cette affinité avec l'Allemagne, est d'autant plus fort qu'existe en Afrique du Sud et au Sud-Ouest africain une importante communauté d'origine allemande, d'arrivée récente ou plus ancienne et constitutive de l'identité afrikaner. Ainsi de nombreux étudiants des universités de Pretoria, Potchefstroom et Stellenbosch poursuivent leurs cursus en Allemagne et aux Pays-Bas, de préférence au Royaume-Uni. Quant à l'antisémitisme, il existait dans les républiques boers et était associé à la pénétration britannique, en particulier au capitalisme minier (Barney Barnato, etc ...) lequel était caricaturé dans les années 1920 et 1930 sous les traits caricaturaux d'Hoggenheimer dans Die Burger) créé par Daniël Cornelis Boonzaier. Parmi ces ultras figure le mouvement des chemises grises (Gryschempbeweging), un groupuscule nazi, fondé en 1933 sur le modèle des sections d'assaut nazis par un vétéran de l'armée du Reich, Louis Weichardt, pour servir de service d'ordre au South African Gentile National Socialist Movment (en), dont l'une des factions dissidentes (les South African Fascists), menée par Johannes von Strauss von Moltke, proclamera l'objectif de détruire « l'influence des juifs » et d'établir une république aryenne. Parmi ses autres mouvements antisémites figurent le Boernasie (la nation Boer) de Manie Maritz, actif et influent dans les cercles nationalistes du Transvaal ou encore le Volksbeweging de Chris Havemann.
Les nazis s’intéressent de près aussi à leur ancienne colonie allemande du Sud-Ouest et y financent plusieurs organisations qui sont démantelés en 1936 par le gouvernement sud-africain, particulièrement vigilant sur ces ingérences dans sa cinquième province.
Entre 1933 et 1939, 6 500 Juifs migrent de l'Allemagne vers l'Afrique du Sud.[réf. nécessaire]
En 1937, sur fond de grande dépression affectant les classes populaires blanches et afrikaners et de montée de la xénophobie, l’antisémitisme augmente, en particulier chez les petits blancs ruraux. Au sein du parti national purifié (GNP), l'opposition officielle au parlement, existe un courant radical, minoritaire mais lui aussi bruyant, mené par Steyn Vorster, F.C.K Jacobz, Mulher van der Ahee et rassemblé autour de Johannes Strijdom, qui exige la constitution d'un État uni afrikaner envers lequel les sud-africains anglophones, les uitlanders et les juifs devraient prouver leur loyauté pour jouir de leurs droits civiques. Daniel François Malan, devenu le chef du GNP, n'est pas sur cette ligne et soutient une ligne consensuelle respectant l'égalité entre les deux communautés blanches d'Afrique du Sud. Lui qui avait parrainé une histoire de l'Afrique du Sud écrite en yiddish et qui, avec la majorité des élites du GNP, n'adhère pas du tout au national-socialisme, considéré comme une idéologie étrangère, agit néanmoins en opportuniste. Il ne veut pas de concurrents sur le terrain du nationalisme et veut neutraliser les groupuscules antisémites et pro-nazis apparus depuis le début des années 1930. François Christiaan Erasmus prend ainsi contact avec W.R. Laubscher, le secrétaire général du mouvement des chemises grises. L'objectif est d'évoquer la possibilité d'un accord électoral pour les élections législatives de 1938. À la suite de plusieurs échanges épistolaires entre les deux secrétariats politiques du GNP et des Greyshirts, Malan, concluant qu'ils sont en totalement opposition sur leurs fondamentaux relatifs à la démocratie occidentale et aux institutions parlementaires, met un terme aux négociations, estimant celles-ci impossible avec un mouvement qui veut détruire tout simplement le système politique sud-africain,.
La première manifestation antisémite d'ampleur a lieu en Afrique du Sud en octobre 1937 à l'occasion du débarquement au Cap de 600 réfugiés juifs allemands qui fuient les persécutions nazies. Une délégation d'universitaire, menée par Hendrik Verwoerd, qui considère que la communauté juive est indifférente voire hostile aux aspirations nationales de l'Afrikanerdom et est un obstacle à la prospérité économique des Afrikaners, rencontre alors le premier ministre James Barry Munnik Hertzog pour lui demander de contingenter les juifs en provenance d'Allemagne. Dans un éditorial de Die Transvaler, Verwoerd mentionne que les juifs sont « sur-représentés dans certaines professions comme le secteur du commerce et de l'industrie » et que la communauté juive sud-africaine s'est toujours ralliée et confondue avec les intérêts de la communauté anglophone de laquelle elle serait indissociable, contre les intérêts de la communauté afrikaner. Toute cette agitation inquiète le gouvernement qui promulgue une nouvelle loi sur les étrangers (Aliens Act), contraignant les candidats à l'immigration à passer devant une commission qui doit les déclarer assimilables au sein de la société sud-africaine, sur des critères non clairement définis. Pour le GNP, cette loi est trop clémente. Ses députés préconisent, sans obtenir le vote de leur amendement, une interdiction complète de l'immigration juive, la suspension des naturalisations des immigrés récents, un contingentement par secteur d'activité et l'interdiction d'accès à certaines professions. La section provinciale du parti national purifié (GNP) au Transvaal, dirigé par Johannes Strijdom, manifeste néanmoins son nationalisme afrikaner en adoptant une clause statutaire refusant la carte du parti aux citoyens sud-africains de confession juive. Si la clause est prise ensuite par le parti national de l'état libre d'Orange, elle ne l'est pas par celui du Cap dirigé par Daniel François Malan (la clause du Transvaal sera supprimée en 1951).
Après la guerre, la situation commence à s'améliorer et certains Juifs sud-africains, communauté assez sioniste, font leur alyah (migrent en Israël) .

### Après la Seconde Guerre mondiale

#### Relation entre Juifs d'Afrique du Sud et Israël

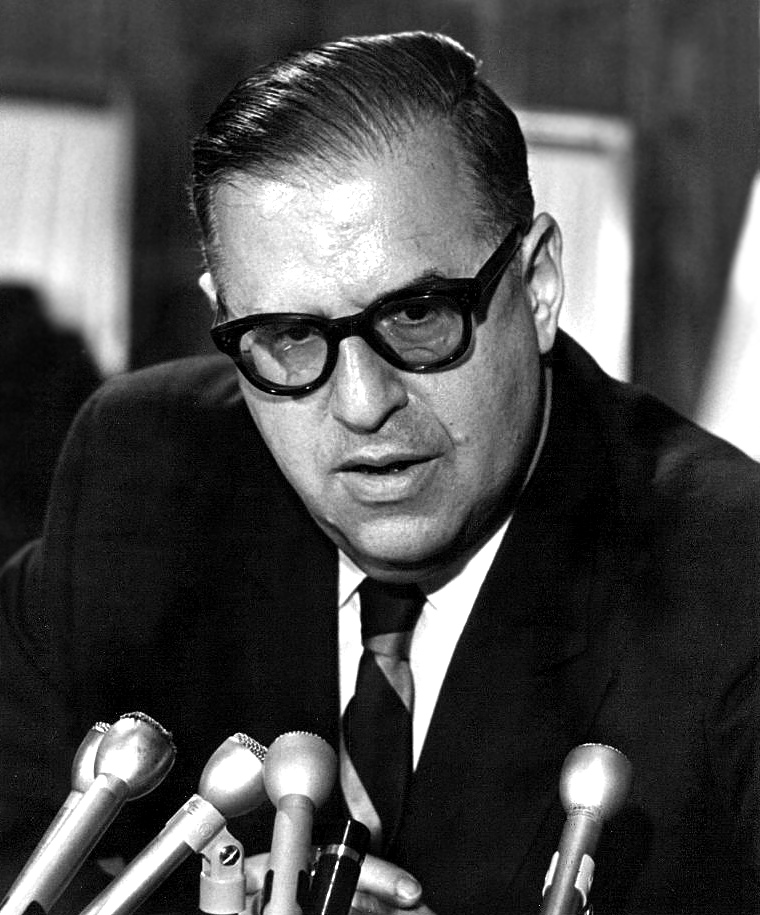
Abba Eban, né au Cap, est ministre des Affaires étrangères d'Israël de 1966 à 1974.

En 1948, le Parti national, dominé par les Afrikaners, arrive au pouvoir. En dépit de sa position antérieure, il n'adopte pas de politique antisémite. En 1953, le Premier ministre sud-africain, DF Malan, devient le premier chef de gouvernement étranger à se rendre en Israël, bien que le voyage soit une "visite privée" plutôt qu'une visite officielle. Cette visite déclenche une coopération entre Israël et l'Afrique du Sud. La communauté juive sud-africaine manifeste son sionisme à travers des organes tels que la Fédération sioniste sud-africaine (SAZF)[réf. nécessaire], encore la plus importante organisation juive du pays, et un certain nombre de publications. Sa relation avec le gouvernement sud-africain est cordiale, malgré son opposition à l'apartheid. Les Juifs d'Afrique du Sud sont autorisés à collecter d'énormes sommes d'argent à envoyer comme aide officielle à Israël, en dépit de réglementations strictes en matière de contrôle des changes. Par habitant, les Juifs sud-africains étaient réputés être les sionistes les plus soutenus financièrement à l'étranger[pas clair][Par qui ?].
En 2023, la communauté juive sud-africaine reste très attachée à Israël (à plus de 90 %) et au moins 69 % se déclarent sionistes. Environ 20 % des élèves du lycée Herzlia passent leur première année après l’obtention de leur diplôme en Israël ; certains font leur service militaire dans les forces de défense d'Israël. Aishah Cassiem, président des EFF, a demandé la fermeture du lycée en juin 2023 pour cette raison.

#### Relations entre Afrique du Sud et Israël
En 1973, après la guerre de Yom Kippour, la plupart des États africains rompent leurs liens avec Israël. La relation entre Israël et l'Afrique du Sud est cordiale. Selon Ethan Nadelmann, c'est la rupture de liens de nombreux pays qui conduit Israël à s'allier à d'autres pays isolés 
Au milieu des années 1970, les relations entre Israël et l'Afrique du Sud sont chaleureuses. En 1975, l'Accord Israël-Afrique du Sud est signé. Une coopération économique croissante entre Israël et l'Afrique du Sud est signalée, notamment la construction d'une nouvelle voie ferrée majeure en Israël et la construction d'une usine de dessalement en Afrique du Sud. En avril 1976, le Premier ministre sud-africain John Vorster est invité à effectuer une visite d'État, rencontrant le Premier ministre israélien Yitzhak Rabin,. En 1976, la 5e Conférence des nations non alignées à Colombo, au Sri Lanka, adopte une résolution appelant à un embargo pétrolier contre la France et Israël en raison de leurs ventes d'armes à l'Afrique du Sud. En 1977, Pik Botha, ministre sud-africain des Affaires étrangères se rend en Israël pour discuter des questions sud-africaines avec le Premier ministre israélien Menachem Begin et le ministre des Affaires étrangères Moshe Dayan .
En 1988, Benjamin Beit-Hallahmi, professeur israélien de psychologie, écrit que l'alliance entre l'Afrique du Sud et Israël est peu évoquée, alors qu'Israël joue un rôle crucial dans la survie du régime sud-africain. Une complaisance d'Israël avec l'apartheid est mentionnée et condamnée par l'Assemblée générale des Nations unies (plusieurs fois depuis 1974). En 1987, Israël annonce qu'il appliquerait des sanctions contre l'Afrique du Sud. Au début des années 1990, les deux pays perdent leurs liens militaires et économiques.

#### La communauté juive et l'apartheid
Relativement privilégiés comme Blancs au sein du régime d’apartheid, les Juifs sont néanmoins la cible de l’antisémitisme virulent des nationalistes afrikaaners. Cette menace et la politique officielle d’apartheid qui favorise les liens communautaires conduisent au renforcement des particularismes de la communauté juive sud-africaine, dont le sionisme.
À titre individuel, de nombreux membres de la communauté juive se sont engagés ou se sont exprimés contre l'apartheid, soit du côté de l'opposition extra-parlementaire et du parti communiste sud-africain en particulier (Joe Slovo, chef de l’Umkhonto we Sizwe, Ruth First, Lionel Bernstein), soit du côté de l'opposition parlementaire (Helen Suzman, seule parlementaire d’opposition de 1961 à 1974, Harry Schwarz, Tony Leon) soit encore dans leurs écrits ou chansons (Nadine Gordimer, Johnny Clegg). La moitié des Blancs jugés au cours du procès de la trahison (1956-1961), mené contre l’Alliance du Congrès, anti-apartheid, étaient juifs. Denis Goldberg et Lionel Bernstein, juifs, sont jugés en même temps que Nelson Mandela au procès de Rivonia. Le procureur à ce procès est Percy Yutar, lui aussi juif. Denis Goldberg reste 22 ans en prison.
D'autres, sans prendre forcément d'engagements politiques, ont participé au fonctionnement des institutions sud-africaines, économiques, judiciaires ou gouvernementales (Percy Yutar, Louis Shill).
En 1980, après 77 ans de neutralité, le Congrès national sud-africain du Conseil juif des députés adopte une résolution exhortant «toutes les personnes concernées et, en particulier, les membres de notre communauté à coopérer pour assurer l'amélioration immédiate et l'élimination définitive de tous lois et pratiques discriminatoires injustes fondées sur la race, la croyance ou la couleur».
En 1985, le rabbinat dans son ensemble condamne l'apartheid (Adler 2000). C'est l’Union Sud-Africaine pour un judaïsme progressif (SAUPJ) qui s'oppose le plus fermement à l'apartheid, en défaveur du  désinvestissement. Les femmes du mouvement s'engagent dans le travail social comme forme de protestation. Cela inclut l'école Moses Weiler d'Alexandra, financée et dirigée pendant plusieurs générations par des femmes du mouvement progressiste, en opposition à la loi sur l'éducation bantoue, 1953 (Feld 2014).

## Au XXIe siècle
Bien que la communauté juive ait atteint un sommet dans les années 1970 (à environ 120 000)[réf. nécessaire], seuls 65 000 Juifs restent en Afrique du Sud en 2023, la plupart étant orthodoxes[réf. nécessaire]. Certains sont laïques ou convertis au christiannisme. Le taux de mariages mixtes est d'environ 7%. Environ 1 800 Juifs émigrent chaque année, principalement en Israël, en Australie, au Canada et aux États-Unis. La communauté juive d'Afrique du Sud est la plus importante d'Afrique et, bien qu'elle diminue en raison de l'émigration, elle reste l'une des communautés les plus orthodoxes au monde, bien qu'il existe une communauté progressiste en croissance significative, en particulier au Cap. L'Union sud africaine pour un judaïsme progressiste en est une manifestation. En 2008, le grand rabbin orthodoxe, Warren Goldstein est reconnu pour avoir initié un «Bill of Responsabilities» (charte de responsabilité)  que le gouvernement incorpore dans le programme scolaire national. Lui et sa communauté luttent contre la criminalité dans leur pays.

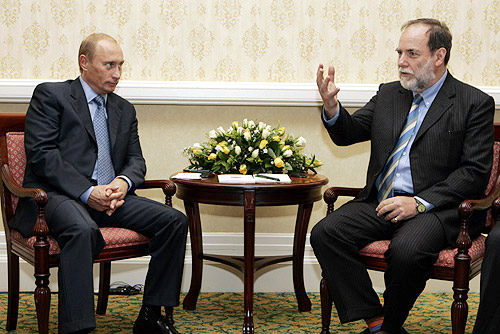
Le président de De Beers, Nicky Oppenheimer (à droite), fils de Harry Oppenheimer et le petit-fils d' Ernest Oppenheimer.

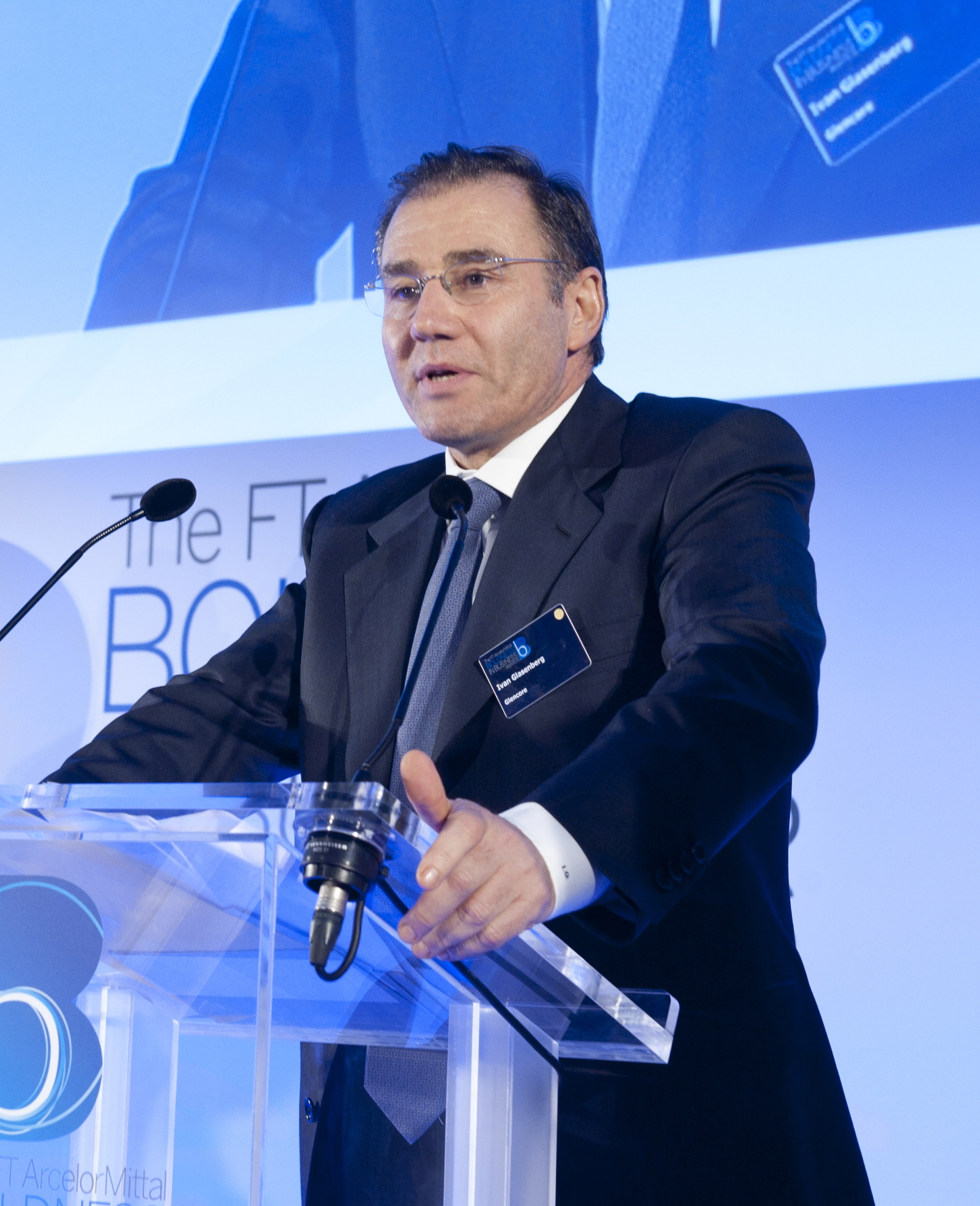
Ivan Glasenberg, PDG de Glencore

En 2018, l’initiative juive démocratique est créée, contre la SAZF qu’elle considère comme trop proche d’Israël, pour soutenir cet État mais pour s’opposer à ses actions, sans aller jusqu’à faire la promotion des campagnes de boycott contre Israël. D’autres juifs manifestent leur opposition à la politique d’Israël, dont Ronnie Kasrils, membre historique de l’ANC et ancien ministre, ou William Kentridge, artiste. 
Johannesburg compte environ 66 000 Juifs[réf. nécessaire], dont la plupart sont pratiquants, ainsi que des restaurants casher et des centres religieux. Actuellement, le seul journal national juif, avec environ 40 000 lecteurs, est le South African Jewish Report. En 2008, une station de radio juive, ChaiFM, commence à  émettre à Johannesburg, et également à diffuser sur Internet à la grande diaspora sud-africaine. Malgré une baisse du nombre, depuis 2003, le nombre de Juifs sud-africains se stabilise[réf. nécessaire].
Lors de la guerre de Gaza (depuis 2023), les relations se tendent entre l’Afrique du Sud et Israël, surtout après que l’Afrique du Sud prenne pour position la lutte contre le génocide à Gaza et appelle à l’arrestation de Benyamin Nétanyahou (novembre 2023). Israël a rappelé son ambassadeur au Cap, et le Parlement sud-africain a voté la fermeture de l’ambassade. Cet épisode a entraîné des remous dans l’opinion des juifs d’Afrique du Sud, la SAZF dénonçant la politique nationale, alors que de nombreux juifs se désolidarisent d’Israël.

## L'éducation juive en Afrique du Sud

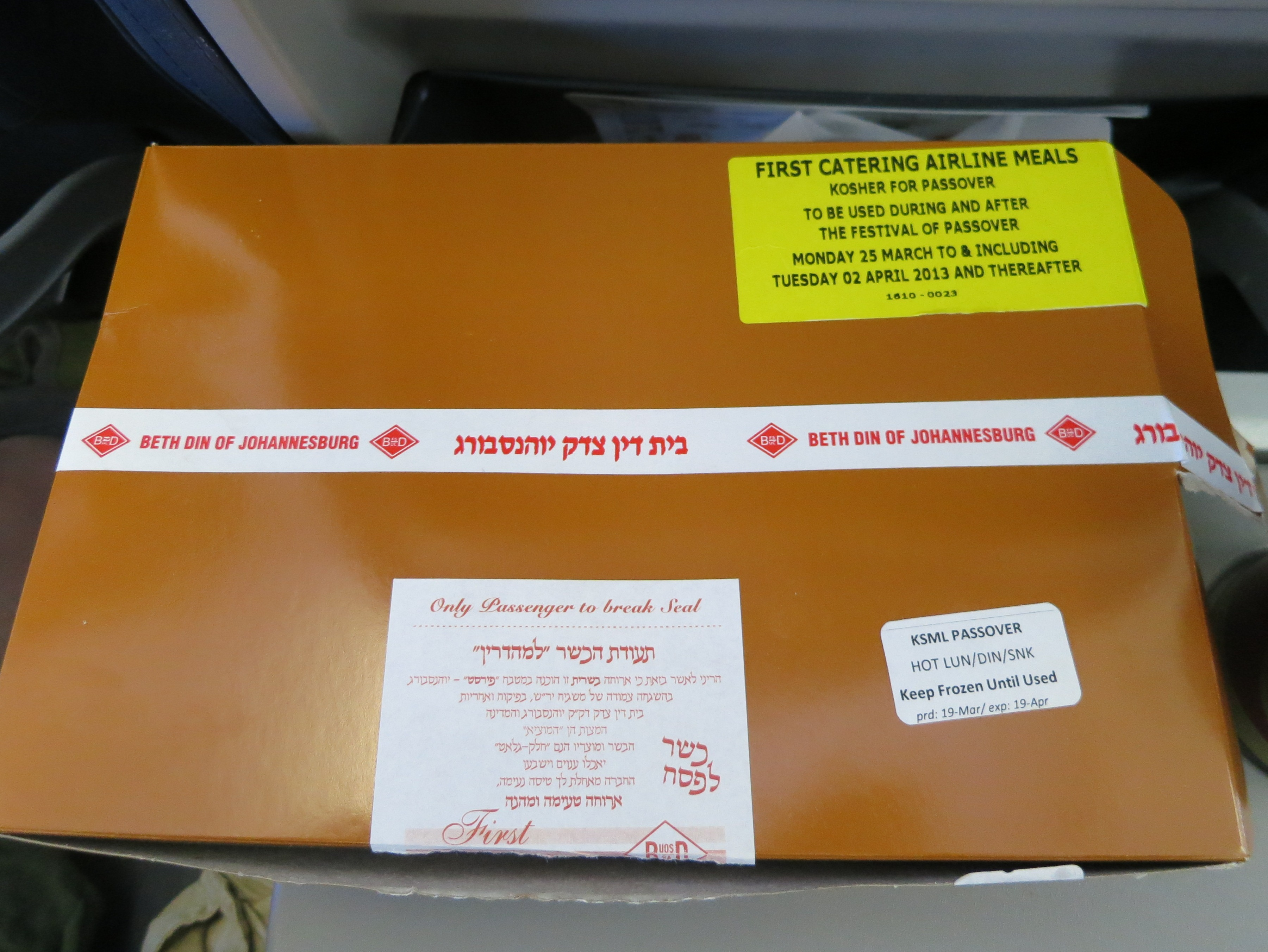
Repas casher approuvé par le Beth Din de Johannesburg

Traditionnellement, l'éducation juive en Afrique du Sud est dispensée par le Cheder ou Talmud Torah, tandis que les enfants recevaient une éducation laïque dans les écoles publiques et privées. Aucune structure n'existait pour l'éducation rabbinique. Bien que la majorité des Juifs d'Afrique du Sud soient des descendants de Juifs lituaniens qui vénéraient l'érudition talmudique, la communauté n'a pas créé d'écoles ou de yeshivot pendant plusieurs décennies.
En 1948, l'école primaire du Roi David est créée. C'est la première école juive à plein temps qui compte un double programme-juif et laïc. En 1955, le collège-lycée est fondé. Au XXIe siècle, les écoles du Roi David comptent des milliers d'étudiants,. L'équivalent du Roi David au Cap est "Herzlia", l’école Carmel à Pretoria et Durban (toutes deux renommées par la suite) et l’école Theodor Herzl à Port Elizabeth (fondée en 1959). L'école juive d'Umhlanga (rebaptisée par la suite) ouvre en janvier 2012 pour accueillir les enfants juifs de la grande région de Durban. Au total, dix-neuf externats, affiliés au Conseil sud-africain de l'éducation juive, sont créés dans les principaux centres. L’hymne israélien, la Hatikvah, est régulièrement chanté au lycée Herzlia.
Dans les années 1950, la yeshiva d'Afrique du Sud, première école religieuse de jour, ouvre. Elle s'appuie sur la popularité du mouvement de jeunesse sioniste religieux Bnei-Akiva. Elle est, au XXIe siècle, la plus grande école juive du pays. Les établissements de même idéologie sont : l'école juive Phyllis Jowell et Cape Town Torah High au Cap, le Kollel (Bet Mordechai) et Midrashi (Emouna) de Mizrachi, Johannesburg, et la yeshiva du Cap, une Torah Mitzion Kollel.
Dans les années 1960, de petites yeshivot sont créées . La yeshiva Gedolah de Johannesburg établie en 1973, est la plus connue d'entre elles, ayant formé des dizaines de rabbins sud-africains, dont le grand rabbin Dr. Warren Goldstein. La yeshiva suit le modèle éducatif "Telshe", bien qu'elle accueille des étudiants de tout le spectre de Hashkafa (en hébreu: vision du monde, perspectives, croyances dans le judaïsme orthodoxe).
Un vaste réseau d'activités et d'institutions Habad-Loubavitch est créé à la même époque. Il existe aujourd'hui une yeshiva loubavich à Johannesburg (Gedolah) au service de la communauté chabad, un Habad Semicha à Pretoria (ayant ordonné 98 rabbins depuis sa création en 2001) et des externats loubavitch à Johannesburg (l'Académie de la Torah) et au Cap. Johannesburg compte dix maisons Habad, le Cap deux et Kwazulu-Natal une, qui offrent toutes cours de Torah et éducations pour enfants et adultes.
Dans les années 1980, un kollel Haredi, Yad Shaul, est créé et le mouvement baal techouva ("rapatriés" [vers le judaïsme pratiquant]) se développe. Tous deux sont soutenus par les organisations israéliennes Ohr Somavayach et Aish HaTorah. Arachim a une présence active. Ohr Somayach gère une Yeshiva à plein temps à Johannesburg ("Yeshiva meshech Chochma"), un Bet Midrash créé en 1990, un Kollel (Toras Chaim) en 1996 - ainsi qu'un midrasha . Au Cap, il gère un Bet Midrash. Il existe plusieurs écoles de garçons haredi à Johannesburg, chacune associée à l'une des yeshivot, ainsi qu'une école de filles Beis Yaakov.
Le mouvement progressiste maintient un réseau de classes supplémentaires d'hébreu et de religieux dans ses synagogues. Ces écoles sont toutes affiliées à l'Union sud africaine pour le judaïsme progressiste. Le rabbin Sa'ar Shaked de la congrégation de la synagogue progressiste Beit Emanuel cherche à établir une académie rabbinique et un établissement d'enseignement supérieur à Gauteng.
L'Afrique du Sud compte une institution conservatrice et massorti : une synagogue à Johannesburg.
En 2007, le Limoud est introduit en Afrique du Sud. Les conférences du Limmud South Africa ont lieu en août et septembre chaque année. Les rabbins orthodoxes du Royaume-Uni participent, mais pas leurs homologues sud-africains.

## Les Lemba
Les Lemba ou «wa-Remba» sont un groupe ethnique d'Afrique australe dont les membres vivent au Zimbabwe et en Afrique du Sud, avec quelques branches  au Mozambique et au Malawi. Selon l'explorateur et historien Tudor Parfitt, ils seraient au nombre de 70 000,. Ils ressemblent physiquement à leurs voisins géographiques et parlent les mêmes langues. Cependant, leurs pratiques et croyances religieuses sont similaires à celles du judaïsme et de l’islam, qui, selon eux, leur auraient été transmises par tradition orale. Ils descendent, par une lignée masculine, de Juifs ou d'Arabes du Sud,. Les analyses génétiques de l'ADN-Y dans les années 2000 ont établi une origine partiellement moyen-orientale pour une partie de la population mâle Lemba. Des recherches plus récentes contredisent l'opinion selon laquelle les Lemba sont d'ascendance juive,,.